# 14571 Caralexander
14571 Caralexander eller 1998 QC45 är en asteroid i huvudbältet som upptäcktes den 17 augusti 1998 av LINEAR i Socorro County, New Mexico. Den är uppkallad efter Carolyn Alexander.
Asteroiden har en diameter på ungefär 2 kilometer.